# النهایة فی غریب الحدیث والأثر
النهایة فی غریب الحدیث و الأثر لغت‌نامه‌ای عربی به عربی است نوشته مجدالدین بن اثیر.
دانشمندان علوم حدیث از همان ابتدا به خلق آثاری در «غریب الحدیث» علاقه نشان داده‌اند. چنان‌که گفته‌اند اولین کسی که در این زمینه اثری نگاشت ابو عبیدة معمر بن مثنی تیمی متوفای سال ۲۱۰ هجری بوده‌است. بعد از وی کسانی چون ابو عدنان سلمی، عبد الرحمن بن عبد الاعلی، نضر بن شمیل، محمد بن مستنیر، ابو عمرو شیبانی، اسحاق بن مرار، محمد بن زیاد ابن اعرابی، ابوالعباس مبرد ( ابو العباس محمد بن یزید مبرّد)، قاسم بن ثابت بن حزم سرقطی، ابو محمد قاسم بن محمد انباری، ابو بکر محمد بن قاسم انباری، ابن درستویه ابو محمد عبد اللّه بن جعفر، ابو القاسم جار اللّه محمود بن بن عمر بن محمد زمخشری، ابن جوزی و غیره به نوشتن آثاری در این موضوع همت گماشتند.
اما ابن اثیر در نگارش این اثر از خرمن گرانبهای دانش ایشان بهره جست و کتاب ارزشمند «النهایة» را تألیف کرد. وی در این کتاب احادیث غریبی را که در متون و منابع دینی پراکنده‌است گرد آورده و به شرح و توضیح آنها از جهت لغوی پرداخته‌است.

## شیوه نگارش
کتاب طبق حروف معجم تنظیم شده‌است. در هر باب مؤلف ریشه لغتی را که در حدیث به کار رفته ذکر می‌کند، سپس حدیث یا سخن صحابی یا تابعی را بیان کرده و پس از آن به شرح لغت مورد نظر می‌پردازد.

## نسخه‌شناسی
- این کتاب اولین بار در تهران در سال ۱۳۶۹ هجری به صورت چاپ سنگی در یک مجلّد دارای ۱۹۰۹ ورق به طبع رسید. چاپی هم در قاهره به سال ۱۳۰۸ هجری از این کتاب صورت گرفته‌است.
- چاپ دوم این کتاب توسط مکتبة عثمانیة در سال ۱۳۱۱ هجری صورت گرفت. در ۴ جلد که در حاشیه آن «الدر النثیر» سیوطی نیز آمده‌است. «الدر النثیر» خلاصه نهایة است. چاپ سوم آن توسط مطعبة خیریه در سال ۱۳۱۸ هجری در ۴ جزء منتشر شد که در پائین آن «الدر النثیر» نیز آمده‌است.
- نسخه‌های خطی «النهایة» در «دار‌الکتب المصریة» به وفور یافت می‌شود.

النهایة فی غریب الحدیث و الأثر لغت‌نامه‌ای عربی به عربی است.